# Церква Покрови Пресвятої Богородиці (Калинівка)
Церква Покрови Пресвятої Богородиці в Калинівці — парафія і храм греко-католицької громади Зборівського деканату Тернопільсько-Зборівської архієпархії Української греко-католицької церкви в селі Калинівка Тернопільського району Тернопільської области.

## Історія церкви
Парафія існувала ще на початку XX століття, а можливо, й раніше. До 1946 року вона належала до УГКЦ.
У 1926 році було збудовано храм. З 1990-х років парафія знову повернулася в лоно УГКЦ.
При парафії діють: братство Матері Божої Неустанної Помочі, спільнота «Матері в молитві» та Вівтарна дружина.
На території парафії розташована братська могила чеських і словацьких легіонерів, які загинули у 1917 році під час Першої світової війни. У ній поховано 190 вояків.

## Парохи
- о. Олександр Задорожний (1990-ті до ?),
- о. Василь Кориндій (2000—2004),
- о. Володимир Гоцанюк (з 2004),
- о. Михайло Піняга (з 2004).